# 大药谷精草
大药谷精草（学名：Eriocaulon sollyanum），为谷精草科谷精草属下的一个植物种。